# ARD/ZDF-Onlinestudie
Seit 1997 bilden die Entwicklung der Internetnutzung in Deutschland sowie der Umgang der Nutzer mit den Angeboten die zentralen Fragestellungen der ARD/ZDF-Onlinestudien. Die Ergebnisse werden in der vom Intendanten des Hessischen Rundfunks herausgegebenen Fachzeitschrift Media Perspektiven veröffentlicht.

## Initiator
Die Studie erfolgt im Auftrag der ARD/ZDF-Medienkommission, seit 1967 Sonderkommission der ARD, in der neben den Landesrundfunkanstalten und der Programmdirektion Erstes Deutsches Fernsehen auch die ARD-Werbung vertreten ist. Zusammen mit Vertretern des ZDF bilden die Mitglieder dieses Gremiums die Kommission für Zuschauer-, Programm- und Medienforschung ARD/ZDF, von der gemeinsame Projekte im Bereich der Medienforschung initiiert und präsentiert werden. Vorsitzender ist Manfred Krupp, stellvertretender Vorsitzender ist Thomas Bellut. Die Durchführung und Konzeption der Studie liegt bei der Projektgruppe ARD/ZDF-Multimedia, an der die Forschungsabteilungen der folgenden Rundfunkanstalten beteiligt sind:
- Bayerischer Rundfunk (BR)
- Hessischer Rundfunk (HR, Vorsitz der Projektgruppe ARD/ZDF-Multimedia)
- Südwestrundfunk (SWR)
- Zweites Deutsches Fernsehen (ZDF, stellvertretender Vorsitz)

## Methode
Die Studie findet als Repräsentativerhebung seit 1997 jährlich im zweiten Quartal statt. Bis 2000 wurden Internetnutzer (Onliner) und Nicht-Nutzer (Offliner) in getrennten Stichproben erfasst, seit 2001 gehen alle bundesdeutschen Erwachsenen ab 14 Jahren in die Grundgesamtheit ein. Die Stichprobe wird auf Basis der ADM-Auswahlgrundlage erzeugt. Die Stichproben werden auf Grundlage der Media-Analysen gewichtet. Die Befragung wird telefonisch durchgeführt. Die Ausschöpfung der Stichprobe beträgt zwischen 70 und 72 %. Seit 2001 sind die Stichproben als Tagesstichprobe angelegt. So kann auch die „gestrige“ Internetnutzung erfasst werden. Dazu werden die ausgewählten Telefonnummern per Zufall auf sieben gleich große Wochentagsstichproben verteilt. Diese Methode ermöglicht zudem, Unterschiede zwischen der werktäglichen und wochenendlichen Internetnutzung aufzuzeigen.
Die ARD/ZDF-Onlinestudie 2017 wurde erstmals im Rahmen der „Studienreihe Medien und ihr Publikum (MiP)“ realisiert. Die Ergebnisse basieren auf dem fusionierten Datensatz der Neukonzeption, wobei der Kerndatenbestand im Jahr 2017 auf einer repräsentativen Dual-Frame-Stichprobe von insgesamt 2017 deutschsprechenden Personen ab 14 Jahren in Deutschland basiert. Die Feldarbeit wurde vom Institut GfK MCR durchgeführt und dauerte von Ende Januar bis Mitte April 2017.
Seit 2017 wird die ARD/ZDF-Onlinestudie gemeinsam mit der Langzeitstudie Massenkommunikation im Rahmen der „Studienreihe Medien und ihr Publikum“ (MiP) durchgeführt. Die Reihe befragt die Nutzer nach ihren Gebrauch von Video-, Audio- und Textmedien, differenziert nach „klassischen“ und Online-Medien.

## Ergebnisse
Das zentrale Ergebnis ist jährlich der Anteil der Internetnutzer aller Personen in Deutschland ab 14 Jahren:
Hinweis: Seit 2017 wird „Internetnutzer“ von den Erhebenden anders definiert als zuvor.
Die Nutzerzahlen sind seit 2003 stets bei jüngeren Altersgruppen höher als bei älteren, davor hatten die 14–19-Jährigen teilweise noch niedrige Werte als die beiden älteren Altersgruppen. Bei den 14–19-Jährigen erreichte die Zahl 2010 gerundete 100 %, bei den 20–29-Jährigen 2017, bei den 30–39- und den 40–49-Jährigen 2020.
Es werden stets viele weitere Ergebnisse veröffentlicht, beispielsweise Umfang der Nutzung nach Art der Information oder nach Plattform.